# The Last of Us
The Last of Us (официальное локализованное название — «Одни из нас»; букв. с англ. — «Последние из нас») — компьютерная игра в жанре action-adventure с элементами survival horror и стелс-экшена, разработанная студией Naughty Dog и изданная Sony Computer Entertainment. Игра была выпущена в 2013 году эксклюзивно для консоли PlayStation 3. В 2014 году была выпущена обновлённая версия игры для PlayStation 4 — The Last of Us Remastered. Ремейк оригинальной игры, получивший название The Last of Us Part I, вышел 2 сентября 2022 года для PlayStation 5, а 28 марта 2023 года — для Windows.
Действие игры происходит в постапокалиптическом будущем на территории бывших Соединённых Штатов Америки спустя двадцать лет после глобальной пандемии, вызванной опасно мутировавшим грибом кордицепс. Сюжет посвящён путешествию главных героев — контрабандиста Джоэла и девочки-подростка Элли, сыгранных Троем Бейкером и Эшли Джонсон с помощью технологии захвата движения. Креативным директором и сценаристом выступил Нил Дракманн. Музыка к игре написана композитором Густаво Сантаолальей.
The Last of Us была высоко оценена критиками за повествование, развитие отношений главных персонажей, а также за визуальный и звуковой дизайн. Игра получила множество наград, в том числе в номинации «Игра года». The Last of Us стала коммерческим успехом: в первую неделю продажи составили более 1,3 миллиона копий игры, а к апрелю 2018 года совокупные продажи всех изданий игры превысили 17 миллионов копий.
Naughty Dog выпустила ряд загружаемых дополнений, в том числе сюжетное The Last of Us: Left Behind, посвящённое героине Элли и её подруге Райли. В 2020 году была выпущена игра-продолжение The Last of Us Part II. Помимо этого, выпускались и другие произведения по мотивам игры, в том числе комикс The Last of Us: American Dreams и телесериал «Одни из нас».

## Игровой процесс
The Last of Us представляет собой action-adventure от третьего лица. На протяжении большей части игры под управлением игрока находится один персонаж, Джоэл, а Элли и другие спутники управляются игрой. The Last of Us разбита на обширные уровни — например, городской квартал или заброшенная ветка метро — на каждом из которых перед игроком ставится задача добраться до определённой точки, преодолевая препятствия и уничтожая встречающихся на уровне противников или обходя их незамеченным. В главе «Зима» игровым персонажем становится Элли.
При столкновениях с противниками — жертвами кордицепса или другими выжившими — игровой персонаж может использовать огнестрельное оружие наподобие пистолета или дробовика, лук со стрелами; а также импровизированное холодное оружие — например, обрезки труб или бейсбольные биты. Боеприпасы к огнестрельному оружию встречаются редко, что вынуждает игрока пользоваться ими экономно. Игра также позволяет игроку бросать небольшие предметы наподобие кирпичей и бутылок, чтобы оглушить врага или отвлечь его внимание. Специальные верстаки позволяют усовершенствовать оружие, если имеется определённое количество деталей. Игрок также может создать из собранных по пути материалов расходуемый предмет — «коктейль Молотова», ножи или аптечку. Пилюли и лекарственные растения позволяют увеличить характеристики персонажа, например, повысить количество очков здоровья или скорость создания предметов.

Игрок использует «режим слуха», чтобы узнать местоположение враждебных персонажей

Хотя игрок и может вступить в бой с противниками, во многих случаях выгодно остаться незамеченным, чтобы подкрасться к врагу или миновать его без боя. «Режим слуха» позволяет игровому персонажу определять местоположение противников с помощью чуткого слуха и навыков ориентирования в пространстве — в этом режиме игра отображает слабые контуры врагов, видимые для игрока даже сквозь стены и препятствия. Динамическая система укрытий даёт игроку возможность перемещать персонажа по уровням от одного укрытия к другому, не попадаясь на глаза противникам. The Last of Us содержит и мирные эпизоды, в которых отсутствуют противники — в них персонажи исследуют мир или беседуют друг с другом. Время от времени игра ставит перед игроком простые головоломки — например, перевезти не умеющую плавать Элли на плоту через водоём; или с помощью лестниц и передвигаемых контейнеров для мусора найти способ забраться на возвышенное место. В течение игры игрок может собирать разнообразные предметы — записки, карты и комиксы; уже собранные предметы можно в любой момент просмотреть через специальное меню.
Искусственный интеллект, управляющий противниками, ведёт себя в зависимости от ситуации: обнаружив игровых персонажей, враги могут позвать товарищей на помощь или занять укрытия; противники могут воспользоваться уязвимым положением игрока и атаковать, когда у персонажа закончились боеприпасы или если он отвлечён. Элли и другие спутники Джоэла могут оказать ему помощь в бою — бросать во врага кирпичи и бутылки, сообщать о скрывшихся врагах, использовать нож и огнестрельное оружие для ведения боя.

### Мультиплеер
В игре присутствует многопользовательский режим, не являющийся обязательным к прохождению. В нём игроку дается выбор фракции «Охотников» или «Цикад», после чего автоматически создаётся его клан. Задача игрока — прожить 12 недель (84 дня или боя), кормя свой клан, играя в мультиплеер. Всего имеется три режима: «Набег», «Выживание» и «Допрос». В «Набеге» и «Выживании» восемь игроков делятся на две команды, задача которых — уничтожить команду соперника. Игра в «Набег» закончится, если одна из команд обнулит счёт. «Выживание» отличается от других режимов отсутствием возрождения, поэтому матч закончится, если одна из команд убьёт всех членов другой команды за 4 раунда. В «Допросе» команда пытается найти сейф соперника, допрашивая пойманных врагов. Выигрывает та команда, которая быстрее откроет сейф за 15 минут. По ходу игры периодически будут появляться задания (например, «Убей 15 соперников» или «Казни 10 соперников»), с помощью которых можно повысить численность клана. Но есть и задания, в которых членов клана игрока могут убить. Если все члены погибают, игроку необходимо заново выбрать команду.

## Сюжет

### Сеттинг
Действие основной части происходит спустя 20 лет после глобальной катастрофы — пандемии, вызванной мутировавшим грибом кордицепсом. Согласно сюжету, кордицепс попадает в человеческий организм в виде спор в результате вдыхания, через кровь или слюну заражённого. Затем гриб вызывает необратимые изменения в человеческом организме — жертва теряет разум и превращается в подобие зомби. Пандемия привела к упадку цивилизации и гибели большей части населения США и всей Земли. Часть выживших укрывается в изолированных карантинных зонах, охраняемых военными. Города за пределами карантинных зон превратились в опасные руины, населённые заражёнными, бандитами и каннибалами. Террористическая организация «Цикады» (в оригинале «Светлячки» от англ. Fireflies) пытается поднять население карантинных зон на восстание против военных, а также стремится разработать вакцину против инфекции.

### Сюжет
The Last of Us начинается с пролога, повествующего о начале пандемии. Одним из первых мест, пораженных вспышкой, становится Остин, штат Техас, где живёт главный герой Джоэл Миллер (Трой Бейкер) со своей двенадцатилетней дочерью Сарой (Хана Хейз). Разразившийся хаос вынуждает жителей города эвакуироваться. Отбившись от нападения на дом заражённых соседей Джоэл, его брат Томми (Джеффри Пирс) и Сара пытаются выехать из города на автомобиле, но попадают в аварию. Джоэлу приходится нести на руках пострадавшую Сару. Убегая от преследующих их заражённых, двое наталкиваются на солдата, получившего приказ уничтожить любых потенциальных зараженных. Солдат открывает огонь, но Томми спасает Джоэла. Однако Сара оказывается раненой и скоропостижно умирает на руках у отца.
Двадцать лет спустя Джоэл и его партнёрша Тесс (Энни Вершинг) промышляют контрабандой на окраине карантинной зоны в Бостоне. Устранив торговца чёрного рынка Роберта, герои сталкиваются с лидером «Цикад» Марлин (Мерл Дэндридж). В обмен на оружие Марлин предлагает Джоэлу и Тесс тайно вывести за пределы охраняемого военными периметра подростка Элли (Эшли Джонсон). В дальнейшем обнаруживается, что Элли обладает иммунитетом к инфекции. Учёные «Цикад» намерены использовать её случай для разработки вакцины. В назначенной точке встречи — Капитолии — герои обнаруживают, что местная группа «Цикад» была уничтожена; а Тесс оказывается зараженной в результате последней стычки. Веря в важность Элли, Тесс убеждает Джоэла продолжить путь, а затем жертвует собой в попытке задержать прибывших военных. Главные герои решают найти бывшего «Цикаду» Томми. Воспользовавшись в Линкольне помощью Билла (Эрл Браун), знакомого Джоэла, двое находят автомобиль. В Питтсбурге герои попадают в засаду бандитов. Чтобы выбраться из оцеплённого города, Джоэл и Элли объединяются с братьями Генри (Брэндон Скотт) и Сэмом (Наджи Джетер). После побега Сэм оказывается заражённым; Генри убивает его и затем кончает жизнь самоубийством.

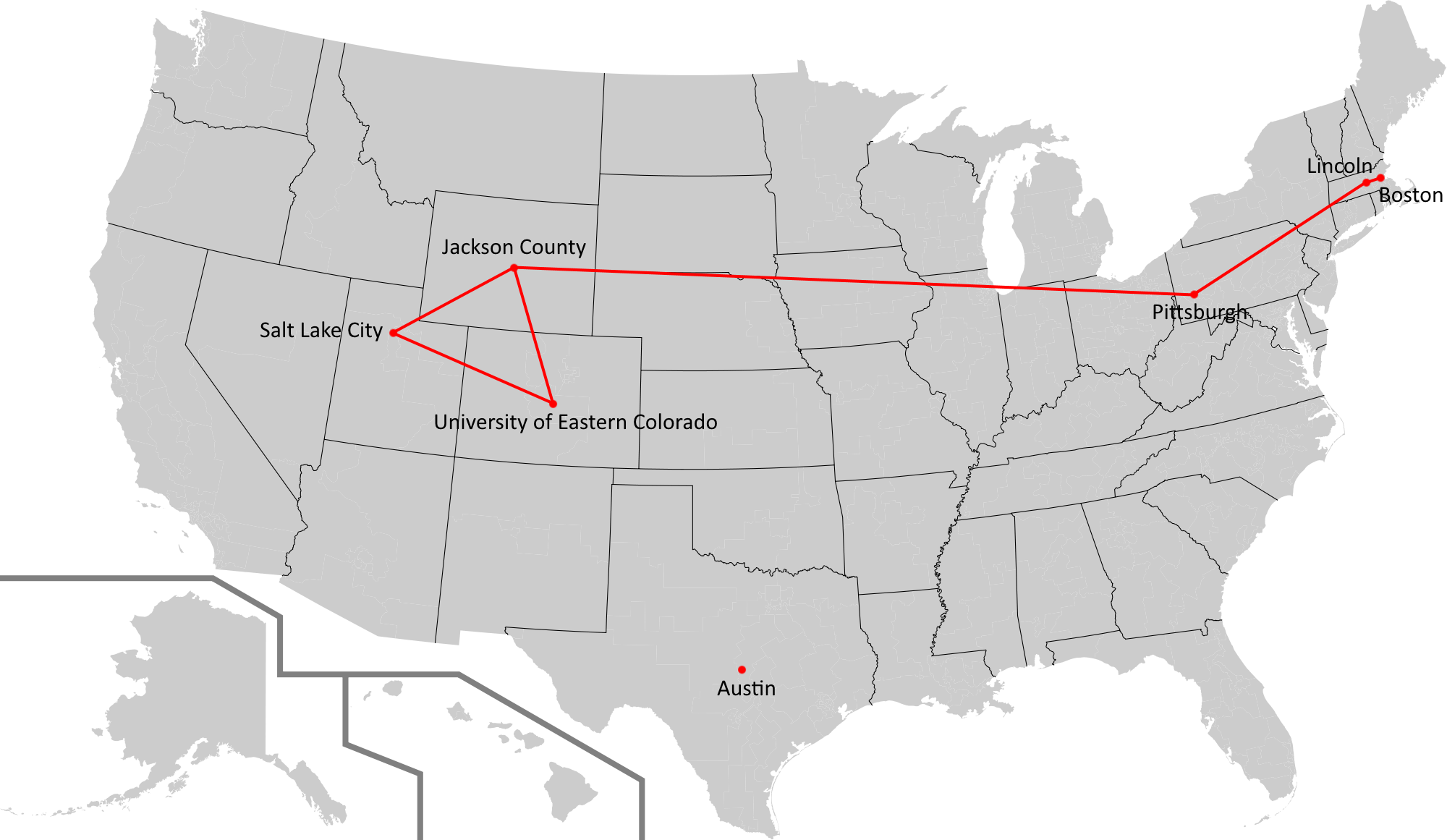
Путь главных героев игры

Осенью спустя несколько месяцев Джоэл и Элли находят Томми. Брат Джоэла вместе со своей женой Марией (Эшли Скотт) и несколькими другими семьями обустраивают поселение вокруг восстановленной гидроэлектростанции в округе Джексон, штат Вайоминг. На подаренной лошади герои добираются до Колорадского университета, где, по словам Томми, должна находиться лаборатория «Цикад». На месте оказывается, что университет заброшен, а лаборатория была эвакуирована в Солт-Лейк-Сити, штат Юта. Двое попадают в засаду бандитов, в результате которой Джоэл получает тяжёлое ранение.
Наступает зима, главные герои укрываются в горах, но Джоэл всё ещё находится в критическом состоянии. Элли, охотясь в заснеженном лесу, сталкивается с Дэвидом (Нолан Норт) и Джеймсом (Рубен Лэнгдон), у которых выменивает пенициллин на тушу оленя. Дэвид проявляет к Элли интерес и предлагает ей присоединиться к их группе, обосновавшейся в городке по соседству. В разговоре выясняется, что новые знакомые Элли — каннибалы, и что именно с их группой Элли и Джоэл столкнулись в университете. Уводя преследователей от раненого Джоэла, она попадает в плен. Тем временем частично оправившийся от ран Джоэл отправляется на выручку. Элли пытается бежать, но оказывается загнанной Дэвидом в угол в горящем здании ресторана. Поспевший Джоэл находит Элли, безудержно наносящую удары мачете по Дэвиду. Он успокаивает подопечную и двое скрываются из городка.
Через некоторое время герои добираются до конечной точки своего путешествия — Солт-Лейк-Сити. В затопленных туннелях, наполненных толпой заражённых, на пути через город Джоэл и Элли едва не тонут, но их выручают «Цикады» под командованием Марлин, также добравшейся на запад из Бостона. Она сообщает Джоэлу, что для разработки вакцины врачам придётся извлечь кордицепс из мозга Элли, что гарантированно убьёт девочку. Джоэл с боем пробивается до операционной и забирает Элли. Марлин пытается договориться с ним, но главный герой убивает и её, полагая, что она попытается преследовать их.
По дороге из города Джоэл, пытаясь оправдаться, уверяет Элли, что она не единственный обладатель иммунитета, и что «Цикады» прекратили попытки создать вакцину. Неподалёку от поселения Томми Элли рассказывает Джоэлу о том, как её укусили, и просит его поклясться, что его история о «Цикадах» — правда. На что Джоэл отвечает: «Клянусь».

## История создания
руководители
- Брюс Стрэли (режиссёр)
- Нил Дракманн (креативный директор, сценарист)

геймдизайнеры 
- Джейкоб Минкофф (ведущий дизайнер)
- Ричард Камбьер
- Марк Дэвис
- Бенсон Рассел
- Элизабетта Силли

программисты 
- Джейсон Грегори (ведущий программист)
- Трэвис Макинтош

художники 
- Эрик Пангилинан (арт-директор)
- Нейт Уэйллс (ведущий художник)

композитор
- Густаво Сантаолалья

Студия Naughty Dog работала над The Last of Us с 2009 года в обстановке секретности; разрабатываемая игра должна была быть анонсирована только на выставке Electronic Entertainment Expo в 2011 году, а до этого момента сохраняться в тайне. Поскольку в это же время студия занималась ещё одним крупномасштабным проектом, Uncharted 3: Drake's Deception, руководители Naughty Dog Эван Уэллс и Кристоф Балестра приняли решение разделить студию на две команды, которые могли бы полностью посвятить себя разработке Uncharted 3 и The Last of Us соответственно. Разработкой игры руководил Брюс Стрэли, ранее выполнявший ту же роль в разработке Uncharted 2: Among Thieves; для работы над игрой к Naughty Dog также присоединился дизайнер Марк Ричард Дэвис, ранее участвовавший в работе над игрой Enslaved: Odyssey to the West.
По словам сценариста и творческого продюсера игры Нила Дракманна, после завершения работ над Uncharted 2: Among Thieves Naughty Dog обдумывала возможность перезапуска серии Jak and Daxter. Первоначальная команда разработчиков собиралась именно для этого проекта, в дальнейшем вылившегося в разработку The Last of Us. В ходе обсуждений разработчики пришли к выводу, что их задумки уходят слишком далеко в сторону от классического облика Jak and Daxter. Руководитель студии дал добро на разработку новой игры по совершенно новой идее.
The Last of Us разрабатывалась в обстановке, свободной от жесткой иерархии. Так, представители различных специальностей объединялись в группы для решения конкретных задач, а возникающие в процессе вопросы решались открыто. Поддерживалась открытость в критике, так как это, по словам разработчиков, ускоряло процесс создания игры.

### Концепция
Мысль создать игру в постапокалиптическом мире возникла у Нила Дракманна и Брюса Стрэли. Основой идеи являлась история о двух людях и преображение их отношений на протяжении событий игры. В дальнейшем процесс создания The Last of Us был описан как попытка сохранить баланс между историей и игровым процессом.
Идея, которая легла в основу The Last of Us, была придумана Дракманном ещё до присоединения к студии: по его воспоминаниям, во время учёбы в университете Карнеги — Меллон он принимал участие в семинаре под руководством кинорежиссёра Джорджа Ромеро, и участникам этого семинара было предложено разработать концепцию игры о зомби. Разработка Дракманна вдохновлялась собственным знаменитым фильмом Ромеро «Ночь живых мертвецов», механикой компьютерной игры Ico и графической новеллой Фрэнка Миллера «Город Грехов». По её сюжету, игрок должен был управлять пожилым полицейским, защищающим молодую девушку от зомби; в определённый момент игры полицейскому должно было стать плохо с сердцем, и уже девушка под управлением игрока должна была защищать своего спутника. В финале полицейский должен был быть укушен, и героине пришлось бы застрелить своего друга. Ромеро не одобрил эту идею; позже, уже окончив университет и устроившись на работу в Naughty Dog, Дракманн пытался переработать её в комикс под названием «Превращение» (англ. The Turning). Герой «Превращения», бывший заключённый, потерял дочь и искупал свои грехи, защищая неродную для него девочку. Ещё позже Дракманн и Стрэли совместно разрабатывали идею игры «Человечество» (англ. Mankind), уже достаточно сильно напоминающую финальный вариант; в этой концепции вирус, превращавший людей в зомби, затрагивал только женщин, а Элли должна была быть единственной обладательницей иммунитета к нему. Таким образом, враги-зомби в игре должны были быть исключительно женщинами. От этой идеи сценаристы отказались после протестов женщин-сотрудниц Naughty Dog, посчитавших её мизогинистической.
Naughty Dog отдельно запросила проведение фокус-групп с участием игроков-женщин, когда стало известно, что фирма, проводившая фокус-группы, набирала только игроков-мужчин. По словам Дракманна, студия посчитала нужным вмешаться в этот процесс, получив жалобы от игроков-женщин. Нил посчитал проведение фокус-групп особо важным моментом разработки, а использование для этого только мужской аудитории — «пережитком прошлого, который скорее должен уйти».

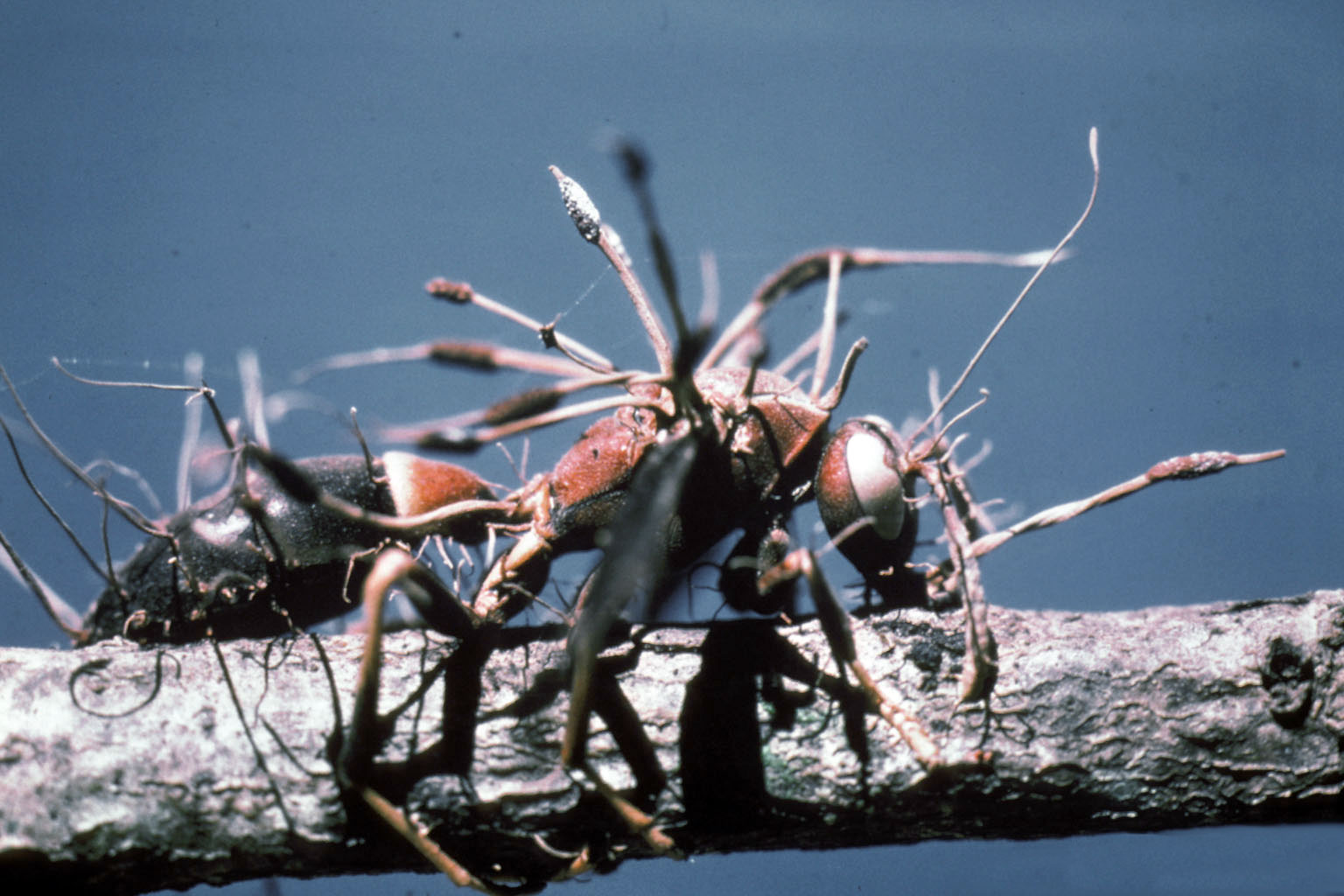
Гриб-кордицепс паразитирует на осе

Кордицепс не является плодом воображения разработчиков игры. Это реально существующий спорыньевый грибок Cordyceps unilateralis (Кордицепс однобокий), который паразитирует на насекомых. Когда споры грибка попадают в тело муравья, гусеницы, мухи или паука, они начинают прорастать в организм насекомого. Кордицепс поражает нервную систему жертвы, выделяя вещества алкалоидной группы. В результате насекомое перестаёт заботиться о своих нуждах и делает то, что нужно грибку, к примеру, ищет для него подходящее место обитания. Кордицепс не паразитирует на людях, однако сюжет The Last of Us основан на фантастическом допущении подобного заражения. Идея ввести кордицепс в игру возникла у сценаристов после просмотра документального фильма «Планета Земля» канала BBC, где было показано изменение поведения муравья, заражённого грибом-паразитом, — насекомое превращается в некое подобие зомби.
В процессе разработки игры Дракманн и Стрэли изучили большое количество постапокалиптических книг и фильмов, но посчитали более полезными невымышленные события, такие как всемирная пандемия «испанского гриппа» 1918 года или эпидемия полиомиелита в США в 1880-х годах. Именно в результате изучения исторических книг сценаристы отказались от идеи злодея, который должен был бы преследовать героев на протяжении всей игры, и посчитали более привлекательной ситуацию, в которой игра была бы лишена однозначно плохих или однозначно хороших персонажей, и игрок не мог бы быть уверен, что Джоэл и Элли поступают всегда верно. Среди компьютерных игр источниками вдохновения для The Last of Us послужили такие игры, как Ico и Resident Evil 4: первая как образец взаимодействия между героями, вторая как образец захватывающего экшна. Дизайнер The Last of Us Рики Камбье отмечал, что разработчики пытались создать игру, посвящённую выживанию, настолько реалистичную, насколько это возможно, в которой поступки героев были бы приближёнными к реальности. Дракманн отмечал, что сценарий The Last of Us должен был «поднять планку» для других разработчиков компьютерных игр, поскольку, по его мнению, стандарты в этой отрасли не так высоки, какими они должны быть.
Одной из идей The Last of Us является выживание. Создавая игру, разработчики задавались вопросом, что произойдет с человеческой цивилизацией, если привычное устройство жизни рухнет. По мнению Нила, такое событие позволило бы увидеть как лучшие, так и худшие стороны людей. Связывая это с идеей, что в игре нет однозначно хороших и плохих персонажей, сценарист добавил, что игроку самому предстоит решить, согласен ли он с тем, что «цель оправдывает средства».

### Персонажи
Главные герои сыграны американскими актёрами Эшли Джонсон (Элли) и Троем Бейкером (Джоэл) с помощью технологии захвата движений. По словам Дракманна, в ходе разработки изменению подвергались многие элементы The Last of Us, но неизменным оставался фокус на главных героях. Важным, по мнению Нила, являлось то, что пол главных героев не играет значения; заявляя, что история осталась бы неизменной, если бы, например, Джоэл поменялся местами с Тесс. Решение не делать Элли дочерью Джоэла Нил обосновал тем, что это закрыло бы для него путь к дальнейшему росту на протяжении истории. Тогда как конечный вариант позволил показать зарождение отношений и их развитие.
Эшли Джонсон, комментируя некоторые ситуации, которые четырнадцатилетней Элли приходится превозмогать по ходу истории, заявила, что даже ей как взрослому человеку было порой некомфортно в процессе съёмок. Тем не менее, актриса и Нил отметили самостоятельность Элли как персонажа, которая хоть и с большими усилиями, но способна дать отпор в тяжелых обстоятельствах. За эту черту главной героини в том числе ответственна и Джонсон, активно участвовавшая в развитии персонажа Элли.
Особое влияние на игру оказал эпизод из предыдущей работы студии, Uncharted 2: Among Thieves, где главный герой Нейтан Дрейк и проводник-шерп Тэнзин вместе преодолевали препятствия, исследуя ледяные пещеры. Хотя этот эпизод занимал в рамках игры относительно небольшое место, сценаристы постарались показать растущую дружбу между Дрейком и Тэнзином. Идея показывать через геймплей возникновение и укрепление отношений между героями стала основой для создания Джоэла и Элли и их отношений. Дракманн особо упоминал как источник вдохновения фильм братьев Коэнов «Старикам тут не место»: в частности, его поразило отсутствие саундтрека — тишина за кадром, по его словам, делала напряжённую обстановку «почти осязаемой».

## Музыка
Музыкальное сопровождение игры включает 30 композиций, написанных Густаво Сантаолалья — двукратным обладателем «Оскара» за лучшую музыку. Работа над The Last of Us стала дебютом композитора в видеоигровой индустрии. Релиз альбома состоялся 7 июня 2013 года.
Оркестровые партии были исполнены The Nashville Scoring Orchestra и записаны в Ocean Way Studios, Нашвилле. M.B. Gordy, Густаво Сантаолалья и Джонатан Майер исполнили и записали ударные отдельно в EastWest Studios, Голливуде. Запись и эдитинг выполнены Анибалом Керпелом, мастеринг — Томом Бейкером.
Музыка к игре была позитивно воспринята видеоигровыми критиками. По мнению рецензента журнала Edge, музыка Густаво Сантаолалья преумножает приземлённость игры и не обрывает тихие моменты между главными героями. Eurogamer отметили в позитивном ключе минималистичность саундтрека, элегантно дополняющего атмосферу игры. Также признавая, что музыкальное сопровождение игры по большей части остаётся на заднем плане, редактор GameSpot похвалил музыку, подкрепляющую эмоциональные моменты The Last of Us. Музыкальный критик Allmusic Том Юрек описал композиции альбома как «редкие, западающие в память скетчи», ведущим инструментом которых является гитара. По мнению Тома, эти «скетчи» дают возможность прочувствовать постапокалиптический мир The Last of Us. Сильнейшей стороной саундтрека критик посчитал его способность захватывать внимание игрока и погружать в различные моменты игры.
| №                   | Название                               | Длительность |
| ------------------- | -------------------------------------- | ------------ |
| 1.                  | «The Quarantine Zone (20 Years Later)» | 3:40         |
| 2.                  | «The Hour»                             | 1:01         |
| 3.                  | «The Last of Us»                       | 3:03         |
| 4.                  | «Forgotten Memories»                   | 1:07         |
| 5.                  | «The Outbreak»                         | 1:31         |
| 6.                  | «Vanishing Grace»                      | 2:06         |
| 7.                  | «The Hunters»                          | 2:00         |
| 8.                  | «All Gone»                             | 1:13         |
| 9.                  | «Vanishing Grace (Innocence)»          | 0:55         |
| 10.                 | «By Any Means»                         | 1:53         |
| 11.                 | «The Choice»                           | 1:42         |
| 12.                 | «Smugglers»                            | 1:38         |
| 13.                 | «The Last of Us (Never Again)»         | 1:01         |
| 14.                 | «The Last of Us (Goodnight)»           | 0:51         |
| 15.                 | «I Know What You Are»                  | 1:21         |
| 16.                 | «Home»                                 | 3:08         |
| 17.                 | «Infected»                             | 1:16         |
| 18.                 | «All Gone (Aftermath)»                 | 1:04         |
| 19.                 | «The Last of Us (A New Dawn)»          | 2:28         |
| 20.                 | «All Gone (No Escape)»                 | 2:54         |
| 21.                 | «Vanishing Grace (Childhood)»          | 1:41         |
| 22.                 | «The Path»                             | 1:29         |
| 23.                 | «All Gone (Alone)»                     | 1:22         |
| 24.                 | «Blackout»                             | 1:38         |
| 25.                 | «The Way It Was»                       | 1:31         |
| 26.                 | «Breathless»                           | 1:24         |
| 27.                 | «The Last of Us (You and Me)»          | 2:08         |
| 28.                 | «All Gone (The Outside)»               | 1:58         |
| 29.                 | «The Path (A New Beginning)»           | 2:47         |
| 30.                 | «Returning»                            | 3:35         |
| Общая длительность: | Общая длительность:                    | 56:21        |

## Медиа

### Загружаемые дополнения
Загружаемый контент для The Last of Us появился вскоре после релиза. Объявленный до выпуска игры «Season Pass» включил в себя доступ ко всем загружаемым бонусам. К выходу игры вышло два DLC. Дополнение «Sights and Sounds Pack» включило в себя саундтрек, динамическую тему для PlayStation 3 и две аватарки. В «Survival Pack» были добавлены бонусные костюмы для игрока, бонусные очки опыта и ранний доступ к многопользовательскому режиму. Дополнение «Abandoned Territories» вышло 15 октября 2013 года и включило четыре карты для мультиплеера, созданные на основе локаций из одиночной кампании. «Nightmare Bundle», выпущенное 5 ноября 2013 года, содержит коллекцию головных уборов для мультиплеера.
14 февраля 2014 года состоялся релиз The Last of Us: Left Behind. Дополнение сюжетно дополняет игру, повествуя как предшествовавших событиях, так и об опущенных во время основной кампании. 12 мая 2015 года Left Behind была выпущена как самостоятельная игра. 6 мая 2014 года был выпущен пакет из пяти DLC: «Grounded», добавляющее новую сложность «Реализм»; «Reclaimed Territories Map Pack» и «Situational Survival Skills Bundle», добавляющих восемь специальных навыков для мультиплеера; и «Survivalist Weapon Bundle» с четырьмя новыми видами оружия. Дополнение «Grit and Gear Bundle», вышедшее 5 августа 2014 года, добавило новые маски, головные уборы и жесты. 11 ноября того же года вышло издание «Game of the Year Edition».
9 апреля 2014 года Sony анонсировала обновлённую версию The Last of Us для PlayStation 4. 29 июля того же года состоялся её релиз. The Last of Us Remastered предоставила улучшенную графику, разрешение 1080p, высокую частоту кадров, обновлённую боевую механику, фоторежим, а также комментарии разработчиков и актёров. В обновлённую версию было включено дополнение Left Behind и ряд мультиплеерных карт.

## Восприятие
| Сводный рейтинг       | Сводный рейтинг             |
| Агрегатор             | Оценка                      |
| --------------------- | --------------------------- |
| GameRankings          | 95,09 % (PS3) 95,70 % (PS4) |
| Metacritic            | 95/100 (PS3) 95/100 (PS4)   |
| Иноязычные издания    |                             |
| Издание               | Оценка                      |
| CVG                   | 10/10                       |
| Edge                  | 10/10                       |
| EGM                   | 9,5/10                      |
| Eurogamer             | 10/10                       |
| Game Informer         | 9,5/10                      |
| GamePro               | 88/100                      |
| GameSpot              | 8/10                        |
| GamesRadar+           | [ 17 ]                      |
| IGN                   | 10/10                       |
| Polygon               | 7,5/10                      |
| VideoGamer            | 10/10                       |
| Русскоязычные издания |                             |
| Издание               | Оценка                      |
| 3DNews                | 10/10                       |
| Absolute Games        | 95/100                      |
| PlayGround.ru         | 10/10                       |
| Riot Pixels           | 78/100                      |
| StopGame.ru           | «Изумительно»               |
| «Игромания»           | 10/10                       |
| «Канобу»              | 10/10                       |

### Отзывы критиков
The Last of Us была высоко оценена иноязычными видеоигровыми журналами и интернет-изданиями. Так, игра имеет 95,09 % на агрегаторе оценок GameRankings, а на Metacritic — 95 баллов. Русскоязычные издания также в большинстве своём оставили положительные отзывы. Многими критиками игра была названа лучшей среди представителей своего поколения.

#### Повествование и сеттинг
Рецензент интернет-издания IGN Колин Мориарти посчитал постапокалиптический роман «Дорога» идеальным для сравнения с The Last of Us. Он отметил, что в обеих работах акцент был сделан не на увядающем мире, а на главных героях. В их сравнении главным преимуществом The Last of Us Колин назвал её интерактивность, способствующую полному погружению игрока в мир, полный чувства уязвимости и опасности. Тем не менее, по мнению Евгения Кузьмина из 3DNews, в игре отсутствует даже мнимая сюжетная интерактивность как, например, в The Walking Dead. Тем самым возникает «фундаментальная ошибка» — в The Last of Us отсутствует свобода действий, отличающая компьютерные игры от кино.
Рецензентом «Игромании» Сергеем Непрозвановым пролог игры, повествующий о первых часах краха цивилизации, был поставлен в один ряд с такими произведениями, как «Мобильник», «Мировая война Z», «Рассвет мертвецов», «Я — легенда»; и что будущим работам в жанре придется равняться на The Last of Us. Сергей, признавая, что игра переняла множество элементов из других постапокалиптических произведений, отметил, что Naughty Dog удалось лучше предшественников раскрыть как мир, так и историю персонажей. Мэтт Хельгессон из Game Informer высказал мнение, что на момент выхода The Last of Us жанр постапокалипсиса был использован в индустрии настолько часто, что во многом перестал вызывать какие-либо эмоции, став декорациями для «очередного шутера». Тем не менее разработчикам игры, по мнению Мэтта, удалось вдохнуть вторую жизнь в жанр, сместив фокус с судьбы человечества на пару выживших, сведенных вместе опасным миром.

Один из многочисленных «мини-диалогов». Главные герои обсуждают аркадную игру, о которой Элли узнала от Райли во время событий The Last of Us: Left Behind.

Отдельной похвалы были удостоены главные персонажи Джоэл и Элли, взаимодействие которых, по мнению рецензента IGN, — «один из наиболее ярких элементов The Last of Us». Отношения главных героев также были отмечены сильной стороной игры в рецензии Филипа Коллара от Polygon, в особенности развитие и правдивость персонажа Элли. Несмотря на суровый мир вокруг, главная героиня ведёт себя так, как ожидается от четырнадцатилетнего подростка. Характер Элли показывается не только в кат-сценах, но и на протяжении путешествия в её поведении, а также в многочисленных «мини-диалогах». По мнению Тома Макшея из GameSpot, Элли выполняет роль проводника, являясь одним из немногих персонажей, за которого игрок может сопереживать. Спутницу Джоэла сравнили с Элизабет из Bioshock Infinite — Элли также способна помочь главному герою в горячей обстановке.
Дополнительный вес и силу событиям игры, по мнению Мориарти, придает реалистичный сеттинг. Окружение достоверно отображает картину постапокалиптичного мира — начиная разросшейся растительностью и заканчивая мрачной атмосферой затихших городов. Правдивость мира выражается в кропотливо созданных окружениях, изобилующих мелкими деталями вроде записок, писем и записей на диктофон. Кроме этого, с созданным миром характерно взаимодействует главный герой, что передается с помощью проработанного звукового дизайна и «фирменной „нотидоговской“ анимации», полной мелких деталей вроде использования рюкзака и пистолета или прислонения к стенам в укрытии. С другой стороны мир игры был рассмотрен в рецензии от журнала Edge; по мнению редакции, «The Last of Us — чистосердечное признание в любви Америке в её первозданном виде»'. В обзоре от Game Informer высказано мнение, что безмолвные виды важны для передачи настроения игры так же, как и диалоги персонажей.

#### Игровой процесс
Критиками было отмечено, что создателям игры удалось бесследно сшить воедино игровой процесс и повествование. Во многих обзорах в положительном ключе отмечена приземленность игрового процесса The Last of Us. Так, Джоэл переносит различные физические нагрузки как и ожидается от человека в возрасте, что противопоставляется атлетичности Нейтана из Uncharted. В стычке одинаково уязвимы как главный герой, так и враждебные персонажи, погружая игрока в условия «сложного и реалистичного экшена». Тем не менее, разработчики дают свободный выбор в прохождении уровней — любую ситуацию можно преодолеть как скрытно, так и в открытой перестрелке, причём игра не решает за игрока, какой вариант предпочтительнее. Единственным ограничивающим фактором являются подручные ресурсы и находящиеся в дефиците патроны.
В видеообзоре Василия Гальперова из StopGame.ru к достоинствам была отнесена динамичность игрового процесса. Так, игрок, выбрав скрытный путь прохождения уровня, часто может оказаться загнанным в угол, что вынуждает его «импровизировать». Импровизации же, по мнению Гальперова, способствует система создания предметов. Противопоставляя The Last of Us другим играм, рецензент отметил, что в них эта возможность обычно избыточна из-за невысокой сложности.
Продолжая отмечать реалистичность в различных элементах The Last of Us, рецензент IGN выделил механику стелса. По его мнению, она не только приятна в действии, но и правдиво передает дискомфорт от убийства враждебных персонажей собственными руками. Колин добавляет: «Убийство бандитов столь похожих на тебя и на твоих соратников приводит к угрызениям совести». Редактор «Игромании», говоря о насилии, заявил, что оно используется как «тонкий, почти театральный инструмент». По мнению редактора Game Informer Мэтта Хельгессона, The Last of Us — крайне жестокая игра, которая подойдет не каждому.
К недостаткам игры рецензентами было отнесено поведение враждебных и союзных персонажей, накладывающее отпечаток на восприятие игроком стелса; а также — механика стрельбы из оружия, доставляющая наибольший дискомфорт при борьбе с зараженными.

### Признание и коммерческий успех
The Last of Us стала обладателем множества наград и номинаций за сюжет, визуальный и звуковой дизайн, музыкальное сопровождение, а также актёрскую игру. В общей сложности игра получила более 240 наград в номинации «Игра года». В 2014 году игры была номинирована в десяти номинациях Британской Академией в области видеоигр. В дальнейшем The Last of Us была удостоена пяти наград: «Лучшая игра», «Лучший экшен и приключенческая игра», «Лучшая история», «Лучший звук»; награду «Актёр года» получила Эшли Джонсон за роль Элли. На D.I.C.E 2014 игра получила 10 наград, включая приз за лучшую игру года. На 31-й церемонии Golden Joystick Awards игра получила призы за лучшую новую игру и лучший сюжет, а студия Naughty Dog была признана лучшим разработчиком. The Last of Us получила награды «Экшен года» от журнала «Игромания» и «Игра года» от сайта «Игромания.ру». Российский портал StopGame.ru также наградил игру в номинациях «Игра года», «Самая красивая игра года», «Лучший сюжет года» и «Лучшая консольная игра года». На церемонии Golden Joystick Awards 2014 дополнение Left Behind получило призы в номинациях «Лучший игровой момент» и «Лучшая история».
За первую неделю было продано около 1,3 миллиона копий The Last of Us, сделав её одной из самых продаваемых игр 2013 года. Через три недели после выхода тираж игры превысил 3,4 миллиона копий. Тем самым The Last of Us стала как наиболее быстро продаваемой игрой 2013 года на PlayStation 3, так и наиболее быстро продаваемой оригинальной игрой за время существования PS3. Игра также стала самой продаваемой цифровой игрой на PlayStation Store для PlayStation 3, но позже этот рекорд был побит Grand Theft Auto V. В итоге игра стала десятой самой продаваемой игрой 2013 года.
К августу 2014 года продажи игры составили 8 миллионов: 7 миллионов на PlayStation 3 и 1 миллион на PlayStation 4. К апрелю 2018 года суммарные продажи The Last of Us составили 17 миллионов на обеих консолях. Игра стала третьей самой продаваемой игрой для PlayStation 3 в Великобритании, являясь лидером чартов около шести недель подряд. Также игра возглавляла чарты в США, Франции, Ирландии, Италии, Швеции, Финляндии, Испании и Японии.

### Скандалы
До выхода игры некоторые журналисты указали на внешнее сходство персонажа Элли с канадской актрисой Эллен Пейдж; к этим обвинениям присоединилась и сама Пейдж, заявив, что её внешность «содрали» для игры без её ведома. Пейдж озвучила и сыграла главную героиню в игре Beyond: Two Souls, работа над которой велась одновременно с The Last of Us. После показа трейлеров Beyond: Two Souls с участием персонажа Пейдж, студия Naughty Dog изменила внешность Элли, сделав её более похожей на внешность Эшли Джонсон, озвучившей Элли. Разработчики отвергли предположения о том, что это изменение как-либо связано с Пейдж и её участием в Beyond: Two Souls, объявив его «совпадением».
После выхода игры разгорелся новый скандал. Присутствующие в игре телефонные номера службы по борьбе с вредителями оказались реально существующими номерами: набрав их, звонивший попадает в сервис «секса по телефону». Нил Дракманн признал проблему, заявив, что эти номера были добавлены по ошибке. Naughty Dog выпустили специальный патч, удаляющий эти телефонные номера.

## Наследие

### The Last of Us Part II
В декабре 2016 года на мероприятии PlayStation Experience была анонсирована игра-продолжение — The Last of Us Part II; она была выпущена для игровой приставки PlayStation 4 19 июня 2020 года. Действие продолжения разворачивается спустя годы после финала первой игры. Part II посвящена мести и противостоянию двух группировок выживших; в ходе повествования под управлением игрока поочерёдно оказываются как повзрослевшая Элли, так и другая героиня по имени Эбби. Подобно первой игре, Part II получила высочайшие отзывы прессы и множество наград, в том числе «Лучшая игра 2020 года», и также добилась коммерческого успеха — к июню 2022 года количество проданных копий игры превысило 10 миллионов. При этом выход игры сопровождался многочисленными скандалами; её ключевые сюжетные моменты в результате утечки стали известны публике ещё до релиза; на агрегаторе рецензий Metacritic игра подверглась настолько сильному ревью-бомбингу, что этот сайт даже изменил собственные правила для выставления пользовательских оценок недавно вышедшим играм.

### Комикс American Dreams
3 апреля 2013 года началась публикация комикса The Last of Us: American Dreams, созданного по мотивам оригинальной игры. Сюжет к адаптации был написан Нилом Дракманном в соавторстве с художницей Фейт Эрин Хикс, также ответственной за иллюстрации в комиксе. American Dreams служит приквелом к The Last of Us, повествуя о путешествии юной Элли и её знакомстве с Райли.

### Отмененный фильм
25 ноября 2013 года компания Sony Pictures Entertainment зарегистрировала доменные имена для потенциального фильма The Last of Us. 6 марта 2014 года было объявлено, что дистрибуцией фильма займётся компания Screen Gems. Сценаристом был выбран Нил Дракманн, сценарист и креативный директор оригинальной игры. Также было сообщено, что в производственном процессе примут участие совладельцы Naughty Dog Эван Уэллс и Кристоф Балестра, геймдиректор игры Брюс Стрэли, а известный кинорежиссёр Сэм Рэйми выступит в качестве продюсера. Позже Нил Дракманн заявил, что сценарий фильма будет основан на сюжете игры. Однако после этого в течение полутора лет не велось никаких работ по экранизации игры, а по словам самого Дракманна фильм угодил в «производственный ад».

### Телесериал
5 марта 2020 года телеканал HBO объявил, что совместно с Sony снимут сериал по мотивам игры. В создании шоу приняли участие Нил Дракманн, композитор Густаво Сантаолалья и сценарист Крейг Мейзин. Главные роли в сериале исполнили Педро Паскаль и Белла Рамзи. Производство шоу стартовало осенью 2020 года. Премьера телесериала состоялась 15 января 2023 года. Вскоре после выхода сериал был продлён на второй сезон; Нил Дракманн подтвердил, что продолжение сериала должно быть основано на игре The Last of Us Part II.